# Javali-norte-africano
O javali-norte-africano (nome científico: Sus scrofa algira), também chamado de javali-da-barbária ou javali-do-atlas, é uma pequena subespécie de javali (Sus scrofa), nativa do Norte de África, incluindo o Marrocos, Argélia e Tunísia. É uma presa fácil para os predadores, tais como a hiena-listrada, o extinto urso do atlas, leopardo-africano e o extinto na natureza leão-do-atlas. É a única subespécie de javali (Sus scrofa) que ocorre no continente africano.